# Zbigniew Trybuła

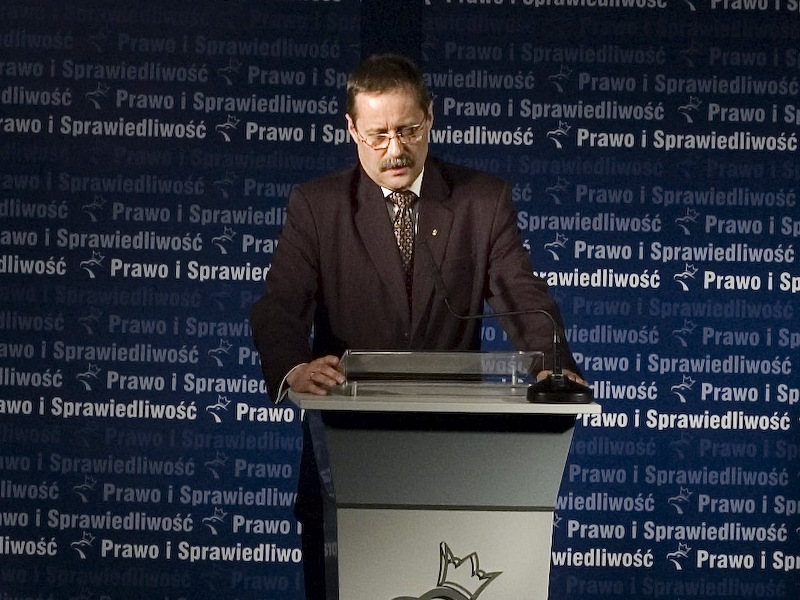
Zbigniew Trybuła na spotkaniu programowym PiS w Kole

Zbigniew Andrzej Trybuła (ur. 21 maja 1957 w Pleszewie) – polski fizyk i polityk, profesor nauk fizycznych, senator VI kadencji.

## Życiorys
W 1981 ukończył studia na Wydziale Matematyki i Fizyki Uniwersytetu Adama Mickiewicza w Poznaniu, po których rozpoczął pracę w Instytucie Fizyki Molekularnej Polskiej Akademii Nauk w Poznaniu, gdzie doktoryzował się w 1985 i habilitował w 1994 rozprawą Badania protonowego stanu szklistego w mieszanych kryształach typu RADA. W 1989 odbył roczny staż naukowy w Montana State University w Bozeman w USA. Objął stanowisko docenta i kierownika Zakładu Fizyki Niskich Temperatur w Odolanowie (jednostki zamiejscowej Instytutu Fizyki Molekularnej PAN). W 2011 otrzymał tytuł profesora nauk fizycznych, przechodząc na stanowisko profesora zwyczajnego. W 2018 objął stanowisko dyrektora Instytutu Fizyki Molekularnej PAN.
W latach 1990–1994 był przewodniczącym rady miejskiej w Odolanowie. W 1994 przystąpił do Akcji Katolickiej, od 1998 pełni funkcję prezesa zarządu diecezjalnego Instytutu Akcji Katolickiej w Kaliszu, a od 2002 sekretarza zarządu krajowego Instytutu Akcji Katolickiej w Polsce. W 2004 bezskutecznie kandydował do Parlamentu Europejskiego z listy Narodowego Komitetu Wyborczego Wyborców.
W 2005 jako bezpartyjny kandydat z listy Prawa i Sprawiedliwości uzyskał mandat senatorski w okręgu kaliskim. W Senacie zasiadał w Komisji Nauki, Edukacji i Sportu oraz w Komisji Rodziny i Polityki Społecznej. W wyborach parlamentarnych w 2007 bez powodzenia ubiegał się o reelekcję, a w wyborach w 2009 po raz drugi o mandat w Parlamencie Europejskim.
W 2015 otrzymał Złoty Krzyż Zasługi.

## Życie prywatne
Żonaty z Małgorzatą (magistrem fizyki), mają sześcioro dzieci.